# Williams FW11
El Williams FW11 fue un monoplaza de Fórmula 1 diseñado por Frank Dernie como un serio rival para McLaren y su coche MP4/2. El automóvil tomó el relevo que dejó el FW10 a fines de 1985, cuando ese modelo ganó las últimas tres carreras de la temporada. La característica más notable del FW11 fue el motor Honda V6 con turbocompresor de 1.5 litros, uno de los más potentes en la competición en ese momento, produciendo 800 bhp @ 12,000rpm y más de 1,200 bhp @ 12,000 rpm en la calificación. Además de la potencia del motor, la aerodinámica era superior a la del MP4/2 y al Lotus 97T. Eso y su excelente combinación de Nelson Piquet y Nigel Mansell lo convirtieron en una fuerza a tener en cuenta. El coche fue un producto reconocible al instante de la era turbo en la F1.

## Historia

### 1986
En 1986, el auto ganó por primera vez en Brasil con Piquet, antes de que Mansell firmara un desafío por el título con cuatro victorias. Williams se conmovió por el accidente casi fatal de Frank Williams que desmoralizó al equipo. Williams sobrevivió al choque pero se convirtió en tetrapléjico como resultado, con el Gran Premio de Gran Bretaña, la primera vez durante la temporada que aparecería en los boxes de Williams mientras pasaba por su rehabilitación. Patrick Head dio un paso al frente y dirigió el equipo británico hasta que Williams regresó al final de la temporada. Esto pudo haber causado la lucha interna entre los dos compañeros de equipo, y los puntos perdidos ayudaron a Alain Prost a tomar su segundo campeonato mundial. Eso y el espectacular golpe de Mansell en la carrera final en Australia, donde todo lo que tenía que hacer era terminar tercero para ganar el título. Los puntos acumulados entre el brasileño y el británico fueron suficientes para que Williams tomara el campeonato de constructores.
Según se informa, tanto Nelson Piquet como Honda, de los que se rumoreaba estaban pagando la mayor parte del retenedor de USD $ 3.3 millones del brasileño, abandonaron Australia enfadado con Head y Williams Management. Ambos creían que el campeón del mundo de 1981 y 1983 había sido firmado por Frank Williams como el indiscutible piloto número 1 y que el equipo no había cumplido con su contrato, con el comentario de Frank Williams cuando anunció la firma del brasileño. El mejor conductor del mundo "parece apoyar su punto de vista. Tanto Piquet como Honda creían que Williams debería haber frenado a Mansell durante las carreras y lo obligaron a dar lo mejor a Piquet por victorias o puntos más altos, y así un paso más fácil al Campeonato Mundial, algo que tanto el brasileño como el motor nipón codiciaron.

### 1987

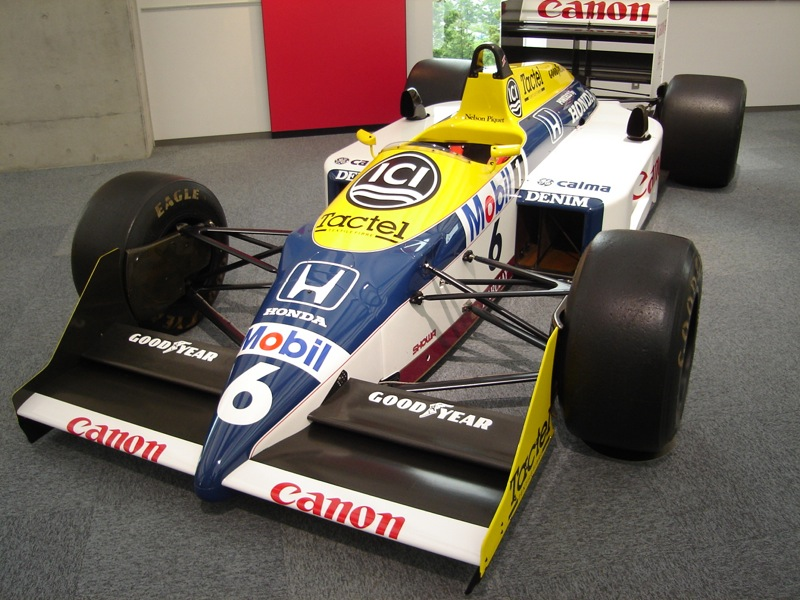
Williams FW11B de Piquet en exhibición.

El FW11 se actualizó ligeramente en 1987 para convertirse en el FW11B, y el equipo no cometió ningún error al finalizar ambos campeonatos. Honda ahora suministraba a Lotus el mismo motor suministrado a Williams (aunque Lotus usó el motor RA166-E de 1986 en lugar del motor RA167-E usado por Williams), lo que ayudó a Ayrton Senna a desafiar consistentemente, pero la superioridad del FW11 le dijo, y Piquet terminó en los puntos (mayormente en el podio) en todas las carreras además de San Marino (donde tuvo un accidente terrible en Tamburello durante la práctica del viernes), Bélgica y Australia, y fue campeón. En cuanto al británico, anotó seis victorias, incluida una memorable victoria por detrás en  Gran Bretaña en Silverstone, superando al brasileño por el liderato cuando quedaban apenas 3 vueltas. Obtuvo el doble de victorias que Piquet, pero también tuvo la mayor parte de la mala suerte y la falta de fiabilidad. El tercer campeonato del brasileño estuvo asegurado después de que Mansell sufriera una caída importante durante la práctica del Gran Premio de Japón.

## Williams FW11 en los videojuegos
El FW11 de Mansell apareció en la versión japonesa y estadounidense del videojuego de 2001, Gran Turismo 3: A-Spec bajo el nombre de F686/M. Fue el coche de Fórmula 1 más poderoso del juego, produciendo 939 CV (926 CV) (con un cambio de aceite de 973 CV). También se presentó en el videojuego Formula One 05 como un coche desbloqueable y el FW11B de Piquet apareció en el videojuego Toca Race Driver 3.

## Resultados

### Fórmula 1
(Clave) (negrita indica pole position) (cursiva indica vuelta rápida)

| Año     | Chasis | Motor            | Neu. | N.º | Pilotos          | 1   | 2   | 3   | 4   | 5   | 6   | 7   | 8   | 9   | 10  | 11  | 12  | 13  | 14  | 15  | 16  | Puntos | Pos. |
| ------- | ------ | ---------------- | ---- | --- | ---------------- | --- | --- | --- | --- | --- | --- | --- | --- | --- | --- | --- | --- | --- | --- | --- | --- | ------ | ---- |
| 1986    | FW11   | Honda RA166-E V6 | G    |     |                  | BRA | ESP | SMR | MON | BEL | CAN | USE | FRA | GBR | GER | HUN | AUT | ITA | POR | MEX | AUS | 141    | 1º   |
| 1986    | FW11   | Honda RA166-E V6 | G    | 5   | Nigel Mansell    | Ret | 2   | Ret | 4   | 1   | 1   | 5   | 1   | 1   | 3   | 3   | Ret | 2   | 1   | 5   | Ret | 141    | 1º   |
| 1986    | FW11   | Honda RA166-E V6 | G    | 6   | Nelson Piquet    | 1   | Ret | 2   | 7   | Ret | 3   | Ret | 3   | 2   | 1   | 1   | Ret | 1   | 3   | 4   | 2   | 141    | 1º   |
| 1987    | FW11B  | Honda RA167-E V6 | G    |     |                  | BRA | SMR | BEL | MON | USE | FRA | GBR | GER | HUN | AUT | ITA | POR | ESP | MEX | JPN | AUS | 137    | 1º   |
| 1987    | FW11B  | Honda RA167-E V6 | G    | 5   | Nigel Mansell    | 6   | 1   | Ret | Ret | 5   | 1   | 1   | Ret | 14  | 1   | 3   | Ret | 1   | 1   | DNS |     | 137    | 1º   |
| 1987    | FW11B  | Honda RA167-E V6 | G    | 6   | Nelson Piquet    | 2   | DNS | Ret | 2   | 2   | 2   | 2   | 1   | 1   | 2   | 1   | 3   | 4   | 2   | 15  | Ret | 137    | 1º   |
| 1987    | FW11B  | Honda RA167-E V6 | G    | 5   | Riccardo Patrese |     |     |     |     |     |     |     |     |     |     |     |     |     |     |     | 9   | 137    | 1º   |
| Fuente: |        |                  |      |     |                  |     |     |     |     |     |     |     |     |     |     |     |     |     |     |     |     |        |      |